# Rebecca Lee
Pour les articles homonymes, voir Rebecca Lee (homonymie).
Rebecca Lee Lok Sze (chinois traditionnel : 李樂詩), née en 1944 à Canton, est une exploratrice de Hong Kong. Elle est la première personne originaire de Hong Kong et la première femme à avoir visité le pôle Nord, le pôle Sud et le mont Everest. Elle a également exploré le canyon du Yarlung Tsangpo (le canyon le plus profond de Chine) et le Taklamakan (le désert le plus chaud de Chine). Elle est surnommée « la reine de la glace et de la neige ».

## Biographie
Rebecca Lee a travaillé comme graphiste professionnelle, peintre, photographe et écrivaine,. Elle passe en 1964 un diplôme de design commercial obtenu au Hong Kong Technical College, un prédécesseur de PolyU. Elle commence à voyager seule dans les années 1970, vendant ses peintures pour pouvoir financer ses voyages. Elle devient ensuite graphiste à succès, et contribue au développement du tourisme sur le continent : elle est à l'origine de la création des parcs à thème Window of the World et Splendid China Miniature Scenic Spot.
En 1985 c'est la société de publicité que Lee a fondée qui est chargée d'organiser une exposition des découvertes de l'équipe chinoise d'expédition en Antarctique. Intriguée par les paysages visibles sur les photos de l'expédition, Lee décide d'abandonner sa carrière dans la publicité pour rejoindre l'équipe chinoise d'expédition en Antarctique ou elle met le pied pour la première fois.
En 1987, Rebecca Lee obtient un diplôme au département de littérature et d'histoire de l'université de Macao. Au cours des trente années suivantes, elle apporte d'importantes contributions à l'exploration polaire, et effectue 18 visites au pôle Sud et au pôle Nord et quatre visites dans la région du mont Everest.
Elle se dévoue alors à la protection et la préservation des régions polaires et à l'éducation des gens sur les impacts environnementaux,,,. Pour cela, elle donne de nombreuses conférences et utilise l'art comme médium privilégié,. Elle met à profit ses talents photographiques et artistiques pour réaliser des documentaires pour la télévision et publier de nombreux livres et articles sur ses expéditions ainsi que des essais photographiques.
En 1997, elle fonde la Polar Museum Foundation dont elle est ensuite la directrice. Elle fait don d'une collection d'artefacts de ses expéditions polaires au Musée du changement climatique de l'université chinoise de Hong Kong,. En 2012, elle collabore avec le Hong Kong Philharmonic Orchestra sur une interprétation de la Sinfonia antartica de Ralph Vaughan Williams.
Rebecca Lee est actuellement conseillère honoraire de l'Institut de formation professionnelle de Hong Kong (Chai Wan), conseillère scientifique du département des loisirs et des services culturels de Hong Kong et vice-présidente du comité du programme de l'Association scoute de Hong Kong.

## Prix et distinctions
- Docteure en sciences humaines, honoris causa, de l'université de Lingnan (Hong Kong) en 2000 [13],[5].
- Prix Outstanding PolyU Alumni Award en 2003 en reconnaissance de son dévouement de toute une vie à la recherche polaire et à l'éducation environnementale[5].
- Médaille d'honneur du gouvernement de la RAS de Hong Kong en 2008[14].
- Récipiendaire d'une bourse honoraire de l'université polytechnique de Hong Kong en 2009[14],[13].
- Docteure en sciences humaines décerné par le Hong Kong Institute of Education en 2012[15].
- Récipiendaire d'une bourse honoraire de l'université chinoise de Hong Kong en 2013[16].
- Médaille d'or de la Society of Woman Geographers en 2014 pour « son exploration des trois régions polaires - l'Arctique, l'Antarctique et le mont Everest - afin de témoigner scientifiquement du réchauffement des régions extrêmes de la planète et de sensibiliser le public aux conséquences mondiales sur le niveau des mers et le climat. »[17]

## Œuvres principales
- (zh) 寰宇探索#1－極地驚情 [« Exploration du monde #1 - Surprises polaires »],‎ 1994 (ISBN 9624362637)
- (zh) 寰宇探索#2－茫茫北極路 [« Exploration du monde #2 - La voie arctique »],‎ 1995 (ISBN 9624362734)
- (zh) 寰宇探索#3－珠峰密語 [« Exploration du monde #3 - Everest confidentiel »],‎ 1996 (ISBN 9624363145)
- (zh) 寰宇探索#4－沙漠行舟 [« Exploration du monde #4 - Bateau du désert »],‎ 1998 (ISBN 9624363633)
- (zh) 寰宇探索#5－雪域紅塵 [« Exploration du monde #5 - Poussière rouge dans la neige »],‎ 1998 (ISBN 9624364060)
- (zh) 寰宇探索#6－北冰洋細語 [« Exploration du monde #6 - L'océan Arctique en détail »],‎ 2002 (ISBN 962436480X)
- (zh) 寰宇探索#7－南極長夜 [« Exploration du monde #7 - La longue nuit de l'Antarctique »],‎ 2002 (ISBN 9624365032)